# 7928 Bijaoui
7928 Bijaoui è un asteroide della fascia principale. Scoperto nel 1986, presenta un'orbita caratterizzata da un semiasse maggiore pari a 3,0908779 UA e da un'eccentricità di 0,1828529, inclinata di 12,06050° rispetto all'eclittica.